# レノア・バーマスター
レノア・バーマスター（Lenor Burmaster Segnari, 1926年6月30日 - 2013年12月8日）は、アメリカ合衆国の官僚。

## 生涯
1950年より国務省職員、極東局北東アジア部に在籍。1954年より中央情報局職員。1962年より軍備管理軍縮局職員。

## 竹島に関する覚書

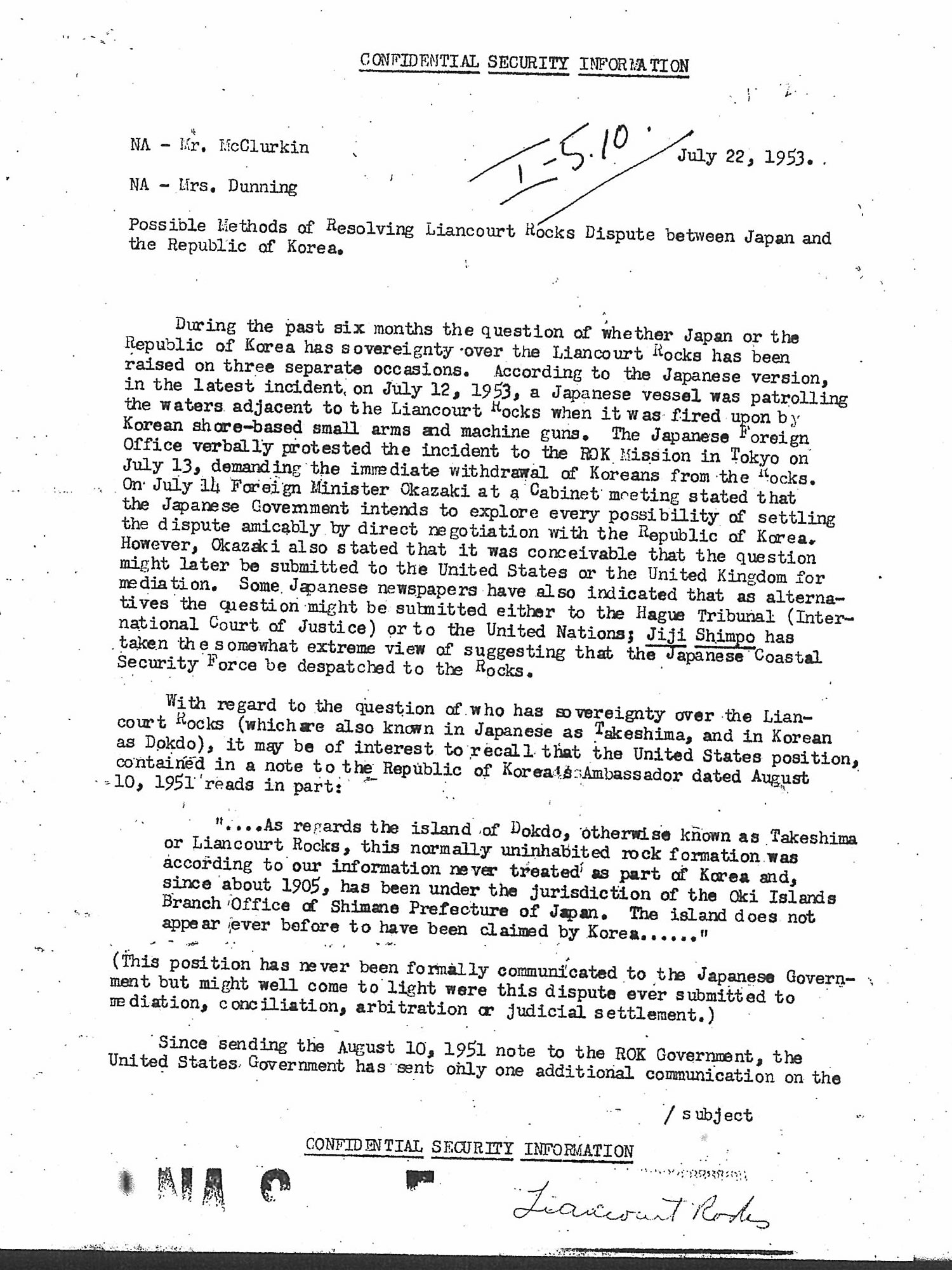
「日韓間リアンクール岩紛争のあり得べき解決策」

1953年7月22日、バーマスターは竹島に関する国務省文書「日韓間リアンクール岩紛争のあり得べき解決策」を作成し、極東局北東アジア部の副部長ロバート・マクラーキンおよび同部職員アリス・ダニングに送付した。このメモランダムにおいてバーマスターは、竹島問題に関して日本政府から法的意見の問い合わせがあった場合、「1951年8月10日付のラスク書簡にて表明されている通りである」との回答をすべきと提言した。また日本政府がアメリカ合衆国政府に対して竹島問題の仲裁を依頼してきた場合は、国際司法裁判所への付託が適切であると伝達すべきと言及した。

## 備考
1. ↑  原題は Possible Methods of Resolving Liancourt Rocks Dispute between Japan and ROK。邦題は塚本孝[3]による。